# Another Ticket (Lied)
Another Ticket ist ein Rocksong, der von Eric Clapton geschrieben und 1981 auf seinem gleichnamigen Album Another Ticket veröffentlicht wurde. Die Singleauskopplung erreichte im selben Jahr Platz 78 der Billboard Hot 100.